# Чикаго Кабс
Чикаго Кабс (англ. Chicago Cubs) — профессиональный бейсбольный клуб, выступающий в Центральном дивизионе Национальной лиги Главной лиги бейсбола. Команда была основана в 1876 году. Клуб базируется в городе Чикаго, Иллинойс. Владельцами команды является семья Джо Риккета, основателя компании TD Ameritrade. Домашние игры клуб проводит на Ригли-филд.

## История
Клуб дебютировал в 1876 году под названием «Чикаго Уайт Стокингс» и в настоящее время вместе с командой «Брэйвз» (основанной в 1871 году) являются старейшими действующими клубами в главных лигах Северной Америки. За своё существование клуб ни разу не переезжал в другой город. Клуб трижды выигрывал чемпионат MLB в 1907, 1908 и 2016 годах. «Кабс» на протяжении 108 лет не могли добиться успеха в чемпионате, что является антирекордом для Североамериканского спорта. В популярной культуре утверждается, что на «Чикаго Кабс» с 1945 по 2016 годы действовало так называемое «Проклятие козла Билли».

## Противостояния

### Сент-Луис Кардиналс
Противостояние с Сент-Луис Кардиналс известно как Соперничество в нижней части штата Иллинойс или Серия I-55 (в более ранние годы — Серия шоссе 66), так как Чикаго и Сент-Луис расположены на автотрассе I-55, которая входит в состав шоссе 66. Общий счёт в серии 1,281-1,229-20 в пользу «Кабс», в то время как по победам в Мировой серии и Национальной лиге бейсбола — 11 и 19, 19 и 17 в пользу Сент-Луиса. Учитывая близость городов, матчи команд славятся высокой посещаемостью. Когда Национальная лига разделилась на несколько дивизионов, «Кардиналс» и «Кабс» оставались вместе на протяжении двух сезонов. «Кардиналз» и «Кабс» играли друг с другом один раз в плей-офф 2015 года в серии дивизионов Национальной лиги, в которой «Кабс» выиграли со счетом 3:1.

### Чикаго Уайт Сокс
Соперничество «Чикаго Кабс» с «Чикаго Уайт Сокс» носит сразу несколько названий (Wintrust Crosstown Cup, Crosstown Classic, Windy City Showdown, Red Line Series, Городская серия, Серия/Кубок/Разборка на другом конце города). «Северная» и «Южная» стороны подразумевают расположение команда: Ригли Филд расположен в северной части города, а Рейт Филд — на юге. Соперничество началось ещё до эры игр в между Американской и национальной лигами. Счёт в серии: 78 — 74 в пользу «Уайт Сокс».

## СМИ

### Радио
Права на трансляцию игр по радио принадлежат Entercom с 2015 г. через CBS Radio, из-за чего прекратилось 90-летнее сотрудничество клуба с WGN. В ходе первого сезона игры «Кабс» транслировались на WBBM, ставшей флагманской для Chicago Cubs Radio Network. 11 ноября 2015 г. CBS сообщило о переходе в будущем сезоне команды на спортивную радиостанцию WSCR. Этот переезд стал возможен после того, как WSCR расторгла соглашение о трансляции игр «Уайт Сокс», которые переехали на WLS.
Основным комментатором с 1996 г. является Пэт Хьюз, который занимает эту должность с 1996 года, в 2014 г. к нему присоединился Рон Кумер.

## Названия
- Chicago Cubs (1902-наст.)
- Chicago Orphans (1898—1901)
- Chicago Colts (1890—1897)
- Chicago White Stockings (1870—1871, 1874—1889)